# Servizi e-government
I Servizi e-government che l'Amministrazione Pubblica Centrale (PAC) fornisce alle Amministrazioni Pubbliche locali (PAL), si concretizzano nell'accesso, tramite le nuove tecnologie informatiche, a particolari banche dati, in possesso agli uffici centrali e periferici dello Stato, utili all'espletamento dei fini istituzionali dell'ente locale.
La consultazione è consentita dopo la stipula di apposite convenzioni ed attuata attraverso il collegamento a specifici portali che permettono agli enti di reperire dati ed informazioni fondamentali o utili per l'emissione di alcuni provvedimenti di carattere amministrativo come tributario. Questi accessi sono controllati con la procedura di autenticazione del dipendente dell'ente tramite login e password ed autorizzati per l'espletamento dei soli fini istituzionali.

## Principali servizi e - government fra PAC e PAL
- SIATEL (Sistema interscambio anagrafe tributarie enti locali)
- SISTER (Sistema inter Scambio Territorio)
- Acquisti in rete
- Telemaco
- INPS on line

## I servizi di SISTER
Grazie al SISTER, con i servizi visura catastale e visura ipotecaria, gli enti locali, possono oggi accedere alla banca dati dell'Agenzia del Territorio e controllare la base imponibile denunciate dai cittadini ai fini del pagamento dell'Imposta Comunale sugli Immobili o della Tassa smaltimento rifiuti solidi urbani, conoscere il proprietario di un bene immobile( fabbricati e terreni) sito sul loro territorio.
La ricerca può avvenire sia immettendo i dati catastali dell'immobile da controllare sia digitando il nominativo o il codice fiscale del titolare di diritto reale o nuda proprietà.

## I servizi di SIATEL
Collegandosi con il sito dall'Agenzia delle entrate, denominato SIATEL gli enti pubblici possono conoscere il domicilio fiscale dei contribuenti (necessario alla notifica di qualsiasi provvedimento dell'ente), visionare la dichiarazione dei redditi dei cittadini al fine di verificare la veridicità delle dichiarazioni ISEE presentate al fine di ottenere particolari riduzioni di tasse locali, verificare i contratti stipulati e registrati.
La possibilità di collegarsi ad un sito e di verificare in pochi minuti un grand numero di informazioni ha molto velocizzato l'azione di controllo degli uffici pubblici ed eliminato l'uso della carta nella richiesta di informative ad altri enti. Anche in questo caso la ricerca può essere nominativa o tramite codice fiscale.

## Il Portale Acquisti in rete della PA (MePA e Convenzioni)
Con il fine di razionalizzare la spesa della pubblica amministrazione, il Ministero dell'Economia e delle Finanze ha realizzato tramite la Consip, la piattaforma “Acquisti in rete della PA”. Questo portale rende disponibili alle PA il Mercato Elettronìco della Pubblica Amministrazione (MePA) e le Convenzioni, strumenti di acquisto studiati per contenere la spesa nella pubblica amministrazione e per garantire la semplificazione e la trasparenza dei processi d'acquisto. Il contenimento della spesa è ottenuto perché la Consip gestisce vari strumenti di acquisto, rispetto ai quali gli Enti hanno diversi profili di obbligo-facoltà

## I servizi di Telemaco
Un altro servizio on line a disposizione degli Enti pubblici è Telemaco.

È stato realizzato da InfoCamere per consentire l'accesso al patrimonio informativo delle Camere di commercio di tutta Italia. I dati più significativi di InfoCamere appartengono al registro delle imprese: gli enti possono realizzare delle visure on line per verificare l'iscrizione di ditte, società e ditte individuali ai vari registri.

## INPS on line
Al fine di informatizzare la trasmissione di dati relativi all'assunzione e al versamento dei contributi dei dipendenti a tempo determinato, gli enti pubblici devono utilizzare la trasmissione informatica attraverso il sito dell'Inps on line che ha eliminato ogni comunicazione cartacea.